# مانويل ايزيكيل بروزوال
مانويل ايزيكيل بروزوال (بالإسبانية: Manuel Ezequiel Bruzual)‏ (و. 1832 – 1868 م) هو سياسي من فنزويلا . ولد في سانتا مارتا , كولومبيا .تولى منصب رئيس فنزويلا (25 أبريل 1868–28 يونيو 1868) .
وهو عضو في الحزب الليبرالي في فنزويلا .
توفي في كوراساو .
| المناصب السياسية            | المناصب السياسية         | المناصب السياسية        |
| --------------------------- | ------------------------ | ----------------------- |
| سبقه خوان كريسوستومو فالكون | رئيس فنزويلا 1868 - 1868 | تبعه غييرمو تيل فيليغاس |